# Лодка напуска пристанището на Трувил
„Лодка напуска пристанището на Трувил“ (на френски: Barque sortant du port de Trouville) е френски късометражен документален ням филм от 1896 година, заснет от режисьора Жорж Мелиес. Кадри от филма не са достигнали до наши дни и той се смята за изгубен.
Дължината на лентата е била 20 метра и филма е принадлежал към тъй наречените „панорамни“ творби на Мелиес. Целта на филма е била да се постигне образност, в случая на пристанището, но в други ленти на Мелиес са засегнати също така гари и реки. Заснемането на такъв тип филми от Мелиес е било повлияно от картините на големи художници, като Камий Писаро и Клод Моне.